# 卜萬
卜萬（？—？），祖籍不详，明朝军事将领。
靖难之役时，燕王朱棣部队袭击大宁，卜萬担任大宁都指揮，与都督劉真、陳亨帥兵扼松亭關。陳亨欲降燕，畏萬，不敢發。朱棣采用反间计，给卜萬写信，盛赞卜萬而诋毁陳亨。且故意厚赏传密信的士兵转信给卜萬，并让其他士兵看到；没有得到赏银的士兵于是告发。劉真、陳亨搜身后得此信，于是逮捕卜萬并下狱致死。